# Szafa kapsułowa
Szafa kapsułowa – koncepcja tworzenia stylizacji odzieży i wyglądu, gdzie celem jest dysponowanie kilkuelementowym strojem, odpowiednim na każdą okazję, a jednocześnie rezygnacja z posiadania nadmiernej ilości odzieży. Podstawowymi elementami szafy kapsułowej powinny być te, które nie wychodzą z mody (odpowiednie spódnice, spodnie i płaszcze). Można je następnie uzupełnić o elementy sezonowe. Szafę kapsułową tworzy się poprzez gromadzenie elementów ubioru według określonego przez siebie klucza. Koncepcja szafy kapsułowej została wykreowana w latach 70., a spopularyzowana w latach 80. Termin ten jest stosowany w brytyjskich i amerykańskich mediach modowych i był przedmiotem kilku seriali telewizyjnych. 

## Popularyzacja nazwy
Termin „szafa kapsułowa” został wymyślony przez Susie Faux, właścicielkę butiku „Wardrobe” z West Endu w latach 70. XX wieku, aby odnosić się do kolekcji niezbędnych elementów odzieży, niewychodzących z mody, które można nosić przez wiele sezonów. Kolekcja ta może być uzupełniana o elementy sezonowe, aby zapewnić coś do noszenia na każdą okazję bez kupowania wielu nowych elementów odzieży. Faux sugeruje, że kobieca szafa kapsułowa zawiera co najmniej „2 pary spodni, sukienkę lub spódnicę, kurtkę, płaszcz, dzianinę, dwie pary butów i dwie torby”.
Koncepcja szafy kapsułowej została spopularyzowana przez amerykańską projektantkę Donnę Karan w 1985 roku, kiedy wydała kolekcję „7 łatwych kawałków”. Jej celem było wypełnienie czegoś, co określała mianem „pustki na rynku” dla stylowej i praktycznej garderoby zaprojektowanej z myślą o pracujących kobietach. Kiedy kolekcja zadebiutowała, pokazała osiem modeli ubranych tylko w body i czarne rajstopy. Następnie modelki zaczęły dodawać ubrania, takie jak spódnice, spodnie i sukienki, aby zademonstrować swój wymienny styl ubierania się.
Termin „szafa kapsułowa” jest szeroko stosowany w mediach modowych; na przykład sekcje modowe w brytyjskich gazetach The Independent i The Daily Telegraph prowadziły dedykowane funkcje szafy kapsułowej, a także brytyjskie czasopisma Marie Claire i Elle. Pomysł został dodatkowo spopularyzowany przez kilka programów telewizyjnych, w tym „What Not to Wear” Trinny i Susannah, które były nadawane na BBC w latach 2001–2007, oraz Gok’s Fashion Fix, które były nadawane na kanale czwartym od 2008 roku. Prezenter i stylista Gok Wan zapewnia, że szafa kapsułowa jest szczególnie ważna w recesji, ponieważ pozwala ludziom dobrze wyglądać przy niewielkim budżecie. Być może jest to jeden z powodów, dla których pomysł przetrwał od momentu powstania w latach siedemdziesiątych.

## Zasady tworzenia szafy kapsułowej
- Wybierz schemat kolorów[12]. Zazwyczaj wymagałoby to wybrania jednego lub dwóch kolorów podstawowych pasujących do wszystkich elementów, takich jak czarny, biały, brązowy, szary lub granatowy. Przedmioty takie jak spodnie, torebki lub płaszcze byłyby kupowane w odcieniach tych kolorów, aby można je było umieścić z czymkolwiek innym w szafie. Po wybraniu kolorów podstawowych wybierz jeden lub dwa kolory akcentu, które są jaśniejsze niż kolory podstawowe i koordynują się ze sobą. Zazwyczaj byłyby używane do takich przedmiotów, jak topy, sukienki lub akcesoria; po ustaleniu schematu kolorów wszystkie elementy garderoby powinny być wymienne, ponieważ kolor elementów zawsze się uzupełnia. Dobrym wyborem przy tworzeniu szafy kapsułowej jest wybranie elementów ubioru w jednolitym kolorze. Takie ubrania dużo łatwiej ze sobą zestawiać[13].
- Zastanów się nad kształtem ciała. Niektóre kroje odzieży są bardziej pasujące niż inne; na przykład styliści często radzą, aby kobiety z szerszymi biodrami nosiły krótkie rękawki, ponieważ sprawiają, że ramiona wydają się szersze i bardziej proporcjonalne do bioder. Jeśli wybrane elementy ubioru są dopasowane, osoba nosząca jest bardziej skłonna do zachowania ich w szafie.
- Zastanów się nad odcieniem skóry[14]. Podobnie jak w przypadku krojów odzieży, niektóre kolory są bardziej pasujące niż inne, zarówno pod względem odcienia skóry, jak i kształtu ciała. Jeśli kolory są dobrze dobrane, wówczas będziemy się lepiej czuli w odzieży.
- Wybierz klasyczne kształty i wzory[15]. Podczas gdy niektóre kroje i wzory odzieży wchodzą i wychodzą z mody, inne są uważane za „klasyczne”, ponieważ się nie starzeją. Mądrze jest wybrać klasyczne elementy do szafy kapsułowej, gdyż użytkownik może ich używać przez wiele lat.
- Wybierz tkaniny wysokiej jakości[16]. Ponieważ ideą garderoby kapsułowej jest posiadanie kilku elementów odzieży, które można nosić na różne sposoby, poszczególne elementy często się zużywają. Dlatego dobrze jest wybrać odzież, która jest dobrze wykonana i nadal dobrze wygląda pomimo zużycia.